# Papyrus 21
Papyrus 21 (nach Gregory-Aland mit Sigel {\displaystyle {\mathfrak {P}}}21 bezeichnet) ist eine frühe griechische Abschrift des Neuen Testaments. Dieses Papyrusmanuskript des Matthäusevangeliums enthält nur die Verse 12,24–26.32–33. Mittels Paläographie wurde es auf das frühe 3. Jahrhundert datiert.

## Beschreibung
Das Manuskript wurde in großen aufrechten Unzialbuchstaben geschrieben.
Der griechische Text des Kodex repräsentiert wahrscheinlich den Westlichen Texttyp. Aland ordnete ihn in Kategorie III ein.
In Matthäus 12,25 findet sich die Textvariante ιδων δε (anstelle von ειδως δε) in Übereinstimmung mit dem Codex Bezae, Korrektor b des Codex Sinaiticus, 892*, itd, k syrc, s copbo. In 12,32 fehlen die Worte αυτω ουτε.
Zurzeit wird die Handschrift im Muhlenberg College (Theol. Pap. 3) in Allentown (Pennsylvania) aufbewahrt.